# بيكس بيدربيك
ليون بيسمارك «بيكس» بيدربيك (بالإنجليزية: Bix Beiderbecke)‏ (من 10 مارس 1903 إلى 6 أغسطس 1931) عازف جاز وعازف البيانو وملحن أمريكي في عشرينيات القرن العشرين يتميز غنائي ونقاء لهجة. كان أول عازف منفرد للجاز الأبيض.
كان بيدربيك واحدًا من أكثر عازفي موسيقى الجاز نفوذاً في العشرينيات من القرن العشرين، وهو لاعب ذو قرنفل اشتهر باتباعه مقاربة غنائية مبتكرة ونقاء لهجة. تعرض المعزوفات المنفردة الخاصة به في التسجيلات المذهلة مثل "Singin 'the Blues" و «أنا قادم، فرجينيا» (كلاهما عام 1927) هدية للتحسين المطول الذي يبشر بأسلوب موسيقى الجاز، حيث تشكل موسيقى الجاز المنفردة جزءًا لا يتجزأ من التكوين. علاوة على ذلك، فإن استخدامه للأحبال الممتدة وقدرته على الارتقاء بحرية على طول الخطوط التوافقية واللحنية تردد في تطورات ما بعد الحرب العالمية الثانية في موسيقى الجاز. "In Mist" (1927) هو أشهر مؤلفات البيانو المنشورة في بيدربيك، والوحيد الذي سجله. يعكس أسلوبه البيانو كلا من موسيقى الجاز والتأثيرات الكلاسيكية (الانطباعية بشكل رئيسي). تم نشر مؤلفات البيانو الخمسة جميعها بواسطة روبنز ميوزيك خلال حياته.

## روابط خارجية
- بيكس بيدربيك على موقع IMDb (الإنجليزية)
- بيكس بيدربيك على موقع الموسوعة البريطانية (الإنجليزية)
- بيكس بيدربيك على موقع ميوزك برينز (الإنجليزية)
- بيكس بيدربيك على موقع إن إن دي بي (الإنجليزية)
- بيكس بيدربيك على موقع أول ميوزيك (الإنجليزية)
- بيكس بيدربيك على موقع ديسكوغز (الإنجليزية)
- Bix Beiderbecke Resources: A Bixography
- Bix Beiderbecke Resources: A Creative Aural History Thesis – A series of nineteen one-half-hour radio programs from 1971. Includes interviews with Frank Trumbauer, Louis Armstrong, Gene Krupa, Eddie Condon, Bing Crosby, Hoagy Carmichael, and Bix's brother Charles "Burnie" Beiderbecke
- "Davenport Blues" – An mp3 of Beiderbecke's first recording under his own name.
- "Bixology" (an excerpt) by Brendan Wolfe, Jazz.com.
- Twelve Essential Bix Beiderbecke Performances by Brendan Wolfe, Jazz.com.
- Bix Beiderbecke Memorial Society
- All That Jazz: Bix Beiderbecke.